# Sarah Wiedenheft
Sarah Wiedenheft (Amersfoort, 3 luglio 1993) è una doppiatrice olandese naturalizzata statunitense nota per il suo lavoro vocale su dubs inglesi di serie anime giapponesi e film associati a Funimation e Sentai Filmworks. 
Wiedenheft è conosciuta come la voce di Ruby Kurosawa di Love Live Sunshine, Mage di Bikini Warriors, Non Toyoguchi di Keijo!!!!!!!!, Azusa Mursasaka di Orange, Aika Tenkubashi di Ore ga ojō-sama gakkō ni "shomin sample" toshite rachirareta ken, Aika Tsube di Gonna Be the Twin-Tail!!, Sonia di Puzzle e Dragons X, e Tohru e Miss Kobayashi's Dragon Maid.

## Filmografia

### Anime
| Anno      | Titolo                                                                 | Ruolo                     | Gli appunti      | Fonte         |
| --------- | ---------------------------------------------------------------------- | ------------------------- | ---------------- | ------------- |
| 2014      | A Certain Scientific Accelerator                                       | Mimori                    |                  | [ 1 ]         |
| 2015      | Free! serie                                                            | Ran Tachibana             |                  | [ 1 ]         |
| 2015      | Seraph of the End                                                      | Aoi Sangu                 |                  | [ 2 ]         |
| 2015      | Blood Blockade Battlefront                                             | Michella Watch            |                  | [ 3 ]         |
| 2015      | Fairy Tail                                                             | Mattan Ginger             |                  | [ 1 ]         |
| 2015      | Otaku Teacher                                                          | Minako Kano               |                  | [ 4 ]         |
| 2015      | One Piece                                                              | Aphelandra                |                  | [ 5 ]         |
| 2015      | Ore ga ojō-sama gakkō ni "shomin sample" toshite rachirareta ken       | Aika Tenkubashi           |                  | [ 6 ]         |
| 2015      | Dragonar Academy                                                       | Anya                      |                  | [ 1 ]         |
| 2016      | Hai to gensō no Grimgar                                                | Shihoru                   |                  | [ 7 ]         |
| 2016      | Divine Gate                                                            | Undine                    |                  | [ 8 ]         |
| 2016      | Tokyo ESP                                                              | Rinka Urushiba            |                  | [ 9 ]         |
| 2016      | Endride                                                                | Alicia                    |                  | [ 10 ]        |
| 2016      | Selector Spread Wixoss                                                 | Milulun                   |                  | [ 11 ]        |
| 2016      | Gonna Be the Twin Tail                                                 | Aika Tsube/Tail Blue      |                  | [ 12 ]        |
| 2016      | Puzzle and Dragons X                                                   | Sonia                     |                  | [ 13 ]        |
| 2016      | Love Live! Sunshine!! serie                                            | Ruby Kurosawa             |                  | [ 14 ]        |
| 2016      | Orange                                                                 | Azusa Murasaka            |                  | [ 15 ]        |
| 2016      | Keijo!!!!!!!!                                                          | Non Toyoguchi             |                  | [ 16 ]        |
| 2016      | Bikini Warriors                                                        | Mage                      |                  | [ 17 ]        |
| 2016      | Jōkamachi no Dandelion                                                 | Hikari Sakurada           |                  | [ 18 ]        |
| 2017      | Classroom of the Elite                                                 | Kikyo Kushida             |                  | [ 19 ]        |
| 2017      | Interviews with Monster Girls                                          | Yuki Kusakabe             |                  | [ 20 ]        |
| 2017      | Convenience Store Boy Friends                                          | Miharu Mashiki            |                  | [ 21 ]        |
| 2017      | Miss Kobayashi's Dragon Maid                                           | Tohru                     |                  | [ 22 ]        |
| 2017      | Hand Shakers                                                           | Chizuru Mitsudera         |                  | [ 23 ]        |
| 2017      | Akiba's Trip: The Animation                                            | Pyuko                     |                  | [ 23 ]        |
| 2017      | Luck & Logic                                                           | Valkyrie                  |                  | [ 24 ]        |
| 2017      | Kancolle: Kantai Collection                                            | Zuikaku                   |                  | [ 25 ]        |
| 2017      | In Another World With my Smartphone                                    | Sushi Urnea Ortlinde      |                  | [ 26 ]        |
| 2017      | Alice & Zouroku                                                        | Sanae Kashimura           |                  | [ 27 ]        |
| 2017      | Black Clover                                                           | Charmy Pappitson          |                  | [ 28 ]        |
| 2017      | Tsugumomo                                                              | Kiriha                    |                  | [ 29 ]        |
| 2017      | 18if                                                                   | Egos                      |                  | [ 30 ]        |
| 2017      | Tsuredure Children                                                     | Chizuru Takano            |                  | [ 31 ]        |
| 2017      | Urahara                                                                | Kotoko Watatsumugi        |                  | [ 32 ]        |
| 2017      | The Ancient Magus Bride                                                | Merituuli                 |                  | [ 33 ]        |
| 2017–2019 | Dragon Ball Super                                                      | Zeno                      |                  | [ 34 ]        |
| 2018      | Mononokean l'imbronciato                                               | Shizuku                   | anche stagione 2 | [ 35 ] [ 36 ] |
| 2018      | Katana Maidens                                                         | Kanami Eto                |                  | [ 37 ]        |
| 2018      | Harukana receive                                                       | Kanata Higa               |                  | [ 38 ]        |
| 2018      | Senran Kagura Shinovi Master                                           | Yozakura                  |                  | [ 39 ]        |
| 2018      | How Not To Summon a Demon Lord                                         | Shera L. Greenwood        |                  | [ 40 ]        |
| 2018      | Karakai jozu no Takagi-san                                             | Takagi                    |                  | [ 41 ]        |
| 2018      | Magical Girl Raising Project                                           | Kano Sazanami/Ripple      |                  | [ 42 ]        |
| 2018      | Tada-kun wa koi o shinai                                               | Teresa Wagner             |                  | [ 43 ]        |
| 2018      | Tokyo Ghoul:re                                                         | Saiko Yonebayashi         |                  | [ 44 ]        |
| 2018      | Land of the Lustrous                                                   | Phosphophyllite           |                  | [ 45 ]        |
| 2018      | Zombie Land Saga                                                       | Lily Hosikawa             |                  | [ 46 ]        |
| 2019      | Dumbbell nan-kilo moteru?                                              | Akemi Soryuin             |                  | [ 47 ]        |
| 2019      | Sarazanmai                                                             | Sara Azuma                |                  | [ 48 ]        |
| 2019      | Miss Caretaker of Sunohara-sou                                         | Nana Sunohara             |                  | [ 49 ]        |
| 2019      | A Certain Scientific Accelerator                                       | Naruha Sakuragi           |                  | [ 50 ]        |
| 2019      | YU-NO: A Girl Who Chants Love at the Bound of this World               | Yuno                      |                  | [ 51 ]        |
| 2019      | Dr. Stone                                                              | Suika                     |                  | [ 52 ]        |
| 2019      | Ao-chan Can't Study!                                                   | Ao Horie                  |                  | [ 53 ]        |
| 2019      | Azur Lane                                                              | Z23                       |                  | [ 54 ]        |
| 2020      | Plunderer                                                              | Hina                      |                  | [ 55 ]        |
| 2022      | Mobile Suit Gundam: The Witch From Mercury                             | Henao Jazz, Ericht Samaya | ONA e stagione 2 | [ 56 ]        |
| 2024      | VTuber Legend: How I Went Viral after Forgetting to Turn Off My Stream | Mashiro Irodori           |                  | [ 56 ]        |
| 2025      | To Be Hero X                                                           | Lucky Cyan                |                  |               |

### Videogiochi
| Anno | Titolo                  | Ruolo             | Gli appunti | Fonte           |
| ---- | ----------------------- | ----------------- | ----------- | --------------- |
| 2015 | HuniePop                | Celeste Luvendass |             |                 |
| 2016 | HunieCam Studio         | Lailani           |             |                 |
| 2018 | Dragon Ball Xenoverse 2 | Zeno              |             | [ senza fonte ] |